# FV-3 (Spanje)
De FV-3 is een weg in Spanje. De weg is bedoeld om de ring te vormen van Puerto del Rosario. Hierbij begint het bij het knooppunt met de FV-2 en eindigt het bij het knooppunt met de FV-1. De trajectlengte is circa 7 km.